# Marquesado de Valle del Turia

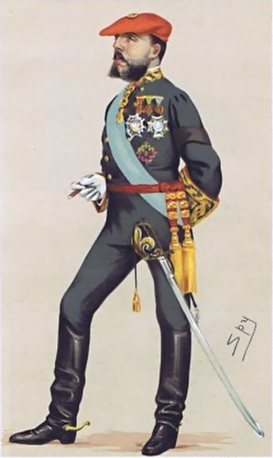
"Carlos VII", en 1876, pretendiente de la rama carlista. Concedió el Condado de Galiana.

El Marquesado de Valle del Turia, es un título nobiliario español, creado el 27 de febrero de 1876, por el "rey" (pretendiente de la rama carlista), "Carlos VII", con la denominación de "Marquesado del Turia" a favor de José Belda y Balart.
El "Marquesado del Turia", fue reconocido como título del reino el 4 de mayo de 1960, acogiéndose a la Ley que el entonces Jefe del Estado, Francisco Franco Bahamonde, promulgó en 1948 y que permitió el reconocimiento de los títulos otorgados por los "reyes" carlistas, en la persona de Fernando de Belda y de Eguía, nieto directo de  José Belda y Balart, que se convirtió en el segundo "marqués del Turia", pero con la denominación de II marqués de Valle del Turia.

## Marqueses de Valle del Turia
|                                                    | Titular                                            | Periodo                                            |
| Creación por "Carlos VII" (pretendiente carlista). | Creación por "Carlos VII" (pretendiente carlista). | Creación por "Carlos VII" (pretendiente carlista). |
| -------------------------------------------------- | -------------------------------------------------- | -------------------------------------------------- |
| I                                                  | José Belda y Balart                                | 1876-                                              |
| Reconocido por Francisco Franco                    |                                                    |                                                    |
| II                                                 | Fernando de Belda y Eguía                          | 1960-                                              |
| III                                                | José María de Belda y González-Madroño             | 1974-actual titular                                |

## Historia de los Marqueses de Valle del Turia
- José Belda y Balart, I marqués del Turia  (denominación original). Fue su hijo:

-José Belda y Hernández de Ibarrondo. Fue a su hijo, Fernando de Belda y Eguía a quién se le reconoció este título.
Reconocido como Título del Reino en 1960, con la denominación de "Marquesado de Valle del Turia", a favor de:
- Fernando de Belda y Eguía, II marqués de Valle del Turia.

1. Casó con Manuela González-Madroño. Le sucedió, en 1974, su hijo:

- José María de Belda y González-Madroño (n. en 1932), III marqués de Valle del Turia.